# スーパーニュースSPA
『スーパーニュースSPA』（スーパーニュース スパ）は、岡山放送が土曜夕方に生放送していた30分間のローカルワイドニュース番組。

## 概要
- 『OHKスーパーニュース』の姉妹番組として2008年4月19日にスタートした。

- 番組は2009年9月26日放送分をもって終了。10月24日からは『ニュースチャージ』が放送されている。

### 2008年度
- グルメ特集やスポーツ特集、過去のOHKスーパーニュースの特集などを放送するなど、「週末ニュースバラエティ」として放送した。

- 土曜日であるが、番組の基本色は■橙色（すなわち平日版『スーパーニュース』）を基準とした。

- メインキャスターの上岡元アナウンサーはノーネクタイのジャケット姿で進行。後続の『FNN OHKスーパーニュースWEEKEND』もそのままのスタイルでニュースを読む。

### 2009年度
- 2009年度初の放送である2009年4月18日より、番組内容を大幅にリニューアルし、BGM、番組の基本色を■エメラルドグリーンに変更。

- 2009年度は1つの特集コーナーに大きく時間を割き、さらに取材した記者をスタジオに交えて解説するようになった。特集の内容もかつての『特報ズバッ!』や『ムーブ21』の路線と同じように硬派な内容になった。そのためか、上岡の服装もスーツにネクタイ姿となった。

## 放送時間
- 毎週土曜日 17:00 - 17:30（JST）

## キャスター
全てOHKアナウンサー。
- 上岡元（出演できない日の代理は篠田吉央）
- 久保さち子

※上記のアナウンサー2名は後続の『FNN OHKスーパーニュースWEEKEND』のローカルパートも続けて担当（土曜のみ）。

※後継番組『ニュースチャージ』でも上記のアナウンサー2名が引き続き担当。